# 甲 (闽越)
甲（？—？），西汉时期人物，为闽越王（名字不详）之弟。约在汉武帝在位初期（前141年—前135年），当时的闽越王被其弟甲杀死。甲弑兄后也被杀死，其属下部众一时群龙无首。西汉建元六年（前135年），淮南王刘安在给汉朝朝廷的上书中提到此事。